# Vidács Krisztina
Vidács Krisztina (Szeged, 1993. július 25. –) labdarúgó, hátvéd. 2011–2017 között, valamint 2018-tól az Astra Hungary FC játékosa.

## Pályafutása
2005-ben a Szatymazi SE csapatában kezdte a labdarúgást. Az FC Fortuna Utánpótlás SE együttesében eltöltött egy év után igazolta le a Szegedi Boszorkányok 2007-ben. Szegeden 2008-ban mutatkozott be a másodosztályú felnőtt csapatban. 2010-ig 30 bajnoki mérkőzésen szerepelt és egy gólt szerzett. A 2010–11-es idényben az élvonalbeli Taksony SE csapatában szerepelt kölcsönben. 20 bajnoki mérkőzésen lépett pályára és egy gólt szerzett. Ezzel tagja volt a bronzérmes csapatnak. 2011 nyarától az újonnan alakult Astra Hungary FC játékosa.

## Sikerei, díjai
- Magyar bajnokság
  - 2.: 2012–13
  - 3.: 2010–11, 2011–12
- Magyar kupa
  - győztes: 2012